# Umm Elkhalayel
Umm Elkhalayel (tiếng Ả Rập: أم الخلاخيل) là một ngôi làng Syria nằm ở Al-Tamanah Nahiyah ở huyện Maarrat al-Nu'man, Idlib. Theo Cục Thống kê Trung ương Syria (CBS), Umm Elkhalayel có dân số 1739 trong cuộc điều tra dân số năm 2004.